# Le donne curiose
Le donne curiose (título original en italiano; en alemán Die neugierigen Frauen; en español, Las mujeres curiosas) es una ópera en tres actos con música de Ermanno Wolf-Ferrari y libreto de Luigi Sugana, basado en la comedia homónima de Carlo Goldoni. Se estrenó el 27 de noviembre de 1903 en el Residenztheater de Múnich, en una traducción al alemán como Die neugierigen Frauen. La primera representación en italiano fue en Nueva York el 3 de enero de 1912 con un reparto distinguido liderado por Arturo Toscanini, incluyendo a Geraldine Farrar y Hermann Jadlowker. Tullio Serafin dirigió la primera representación en Milán el 16 de enero de 1913.

## Personajes
| Personaje         | Tesitura     | Reparto del estreno, 27 de noviembre de 1903 (Director: Hugo Josef Rheinberger) | Primera representación en italiano, 3 de enero de 1912 (Director: Arturo Toscanini) |
| ----------------- | ------------ | ------------------------------------------------------------------------------- | ----------------------------------------------------------------------------------- |
| Arlecchino        | bajo         | Georg Sieglitz                                                                  | Antonio Scotti                                                                      |
| Beatrice          | mezzosoprano | Charlotte Huhn                                                                  | Rita Fornia                                                                         |
| Colombina         | soprano      | Hermine Bosetti                                                                 | Geraldine Farrar                                                                    |
| Florindo          | tenor        | Hans Koppe                                                                      | Hermann Jadlowker                                                                   |
| Leandro           | tenor        | Hans Breuer                                                                     | Jeanne Maubourg                                                                     |
| Lelio             | barítono     |                                                                                 | Andrés de Segurola                                                                  |
| Ottavio           | bajo         | Paul Bender                                                                     | Adam Didur                                                                          |
| Pantalone         | barítono     | Friedrich Brodersen                                                             | Antonio Pini-Corsi                                                                  |
| Rosaura           | soprano      | Ella Tordek                                                                     | Bella Alten                                                                         |
| Lunardo           | bajo         |                                                                                 |                                                                                     |
| Mènego            | bajo         |                                                                                 |                                                                                     |
| Mómolo            | bajo         |                                                                                 |                                                                                     |
| Eleonora          | soprano      |                                                                                 |                                                                                     |
| Asdrubale         | tenor        |                                                                                 |                                                                                     |
| Almorò            | tenor        |                                                                                 |                                                                                     |
| Alvise            | tenor        |                                                                                 |                                                                                     |
| Primer gondolero  | tenor        |                                                                                 |                                                                                     |
| Segundo gondolero | bajo         |                                                                                 |                                                                                     |

## Argumento
La historia es una comedia ambientada en la Venecia del siglo XVIII sobre dos esposas que vigilan los tejemanejes del club de sus esposos.